# Класификација биљних ткива

## Почеци калсификације
Основе класификације биљних ткива су дате још у 17. веку, када је целуларну грађу биљака установио Роберт Хук. Истраживања грађе различитих биљних ћелија и органа, која су спровели Малпиги и Гру, довела су до закључака о јединственом плану грађе биљне ћелије. Увидевши да се органи биљака састоје од међусобно испреплетаних елемената који подсећају на ткање, Гру је предложио назив „ткиво“, и тврдио да сви биљни органи имају одређену и за њих типичну грађу.
1807. године Линк је поделио ћелије на паренхимске и прозенхимске. Паренхимске ћелије су лоптасте, изодијаметричне или благо призматичне, док су прозенхимске ћелије више-мање издужене. Ткива са оваквим ћелијама се отад називају паренхим, односно прозенхим.
Ван Тигем (1839-1914) је поделио ткива на жива и мртва, али ова подела је јако условна, с обзиром на то да су и мртва ткива у почетку грађена од живих ћелија. Сакс (1832-1897) је разликовао покровна, проводна и основна ткива. Његова класификација је и данас присутна међу истраживачима. Недостатак ове класификације је, између осталог, и у томе, што проводна и основна ткива чине веома разноврсне ћелије.
Можда је најсрећније решио сличне проблеме у класификацији биљних ткива крајем 19. века Хаберлант - он је ткивом назвао јединствену групу ћелија, које се карактеришу једним или са неколико сличних особина (морфолошких, физиолошких, топографских, заједничким онтогенетским пореклом). Свака од ових особина може се користити као основ поделе ткива, мада се најкомплетнијом поделом сматра она која за основу има физиолошко-анатомске особине ћелија ткива.

## Савремени концепти калсифкације
Ткива и сродне локалне структуре јединствене функције Хаберлант је поделио у 9 група:
1. покровна ткива - епидерм, плута, егзодерм;
2. механичка ткива - коленхим, склеренхим, ликина влакна, склереиди;
3. апсорпциона ткива - ризоиди, епиблем, ризодерм, хијалинске ћелије, веламен;
4. асимилирајућа ткива - хлоренхим;
5. проводна ткива - ксилем (дрво), флоем (кора);
6. резервна ткива - ендосперм, перисперм, паренхим за магацинирање;
7. ткива за проветравање - аеренхим, интерцелулари, стоме;
8. секреторна и екскреторна ткива - жлездане длаке, унутрашње жлезде, слузни и смони канали и ћелије, уљане ћелије, хидатоде, млечне цеви;
9. творна ткива - меристеми ембриона, вегетативних купа стабла и корена, прокамбијум, камбијум, фелоген.

Структура и положај биљних ткива подлежу принципу максималне физиолошке активности. Напоредо са главном (примарном), већина ткива поседује и једну до неколико допунских (секундарних) функција, што узрокује морфолошку диференцијацију ћелија унутар њих. Тако, на пример, епидермис не само да штити унутрашња ткива од различитих фактора спољашње средине, већ учествује и у размени гасова, а код неких биљака има екскреторну функцију.
Често се унутар неког специјализованог ткива нађу и структуре које припадају другом систему ткива. Тако се у листовима између асимилирајућих ћелија могу нађи елементи механичког ткива - склереиди. Структуре које се по грађи и функцији разликују од околног ткива називају се идиобласте.
Паралелно са физиолошко-анатомском поделом ткива, постоје и друге, као што је онтогенетска подела, где се ткива деле на примарна и секундарна. Примарна су непосредно настала од меристемских ћелија, док су секундарна настала приликом секундарног дебљања стабла и корена.
На основу диференцираности ћелија, ткива се деле на творна и трајна.